# 프리드리히 에버트 재단
프리드리히 에베르트 재단(Friedrich-Ebert-Stiftung, FES)은 독일 사회민주당과 관련되어 있으나 독립적인 독일의 정치 재단이다.

## 개요
독일 최초의 민주적 선출직 대통령인 프리드리히 에베르트의 정치 유산으로 1925년에 설립된 이 협회는 독일 정당 연합 재단 중 가장 크고 오래된 곳이다. 독일의 본과 베를린에 본부를 두고 있으며 100개국 이상에 지부와 프로젝트를 두고 있다. 이 재단은 민주주의와 정치 교육을 장려하고 탁월한 지적 능력과 개성을 학생들에게 홍보하는 독일에서 가장 오래된 조직이다.

## 역사
프리드리히 에버트 재단(FES)는 독일의 사회민주당 대통령 프리드리히 에버트(1871-1925)의 이름을 따서 명명되었다. 그는 유언장에서 그의 장례식 부조금 수익은 재단을 세우는 데 사용되어야 한다고 명시했다. 당시 사회민주당 의장이던 콘라드 루트비히(Konrad Ludwig)에게 이 재단 설립의 책임이 맡겨졌고, 1925년 에버트가 사망한 지 며칠 후에 그는 그대로 시행하였다. 재단의 주요 관심사는 교육 분야에서 노동자의 차별에 반대하는 활동을 하는 것이었다. "프리드리히 에버트 재단(Friedrich Ebert Foundation)은 젊고 숙련된 프롤레타리아들이 주정부 공인 기관들에서 교육받을 자금을 정부에서 지원받을 수 있게 한다는 목표를 추구한다. 기본 원칙상 당 조직의 추천을 받은 사람들만 자금을 지원받게 된다." (1926년 SPD 연감) 1931년 말에 295명의 학생들이 52,000마르크가 넘는 자금을 지원받았다. 불행히도,이 시점에서 대공황의 결과로 재단 기금은 고갈되었다. FES는 사회민주주의 교육 문화 기구(Social Democratic Education and Culture Organization)의 일부였고, 1933년 나치에 의해 당과 함께 활동이 금지되었다. 1946년 FES는 사회주의 독일 학생 연맹의 창립 총회에서 재설립되었다. 1954년에 FES는 "민주적 교육 발전을 위한" 자선 단체로 재구성되었다. 이로써 FES는 독립적이고 자급적인 기관으로 확립되었다. 교육 프로그램에 더하여, FES는 1960년대 이래로 개발원조 분야에서도 활동해 오고 있다. 이러한 노력에서 FES는 아프리카 국민회의(ANC)와 같은 민주주의와 자유를 위한 운동들을 지원해 오고 있고, 그리스, 스페인, 포르투갈의 독재 정권 극복에서도 중요한 역할을 해 왔다. 그래서 포르투갈 사회당이 독일 마을인 바트뮌스터아이펠(Bad Münstereifel)에 있던 FES 학교에서 만들어진 것은 우연의 일치가 아니었다.

## 같이 보기
- 에버트 인권상